# Grand muscle de l'hélix
Le grand muscle de l'hélix  est un muscle cutané intrinsèque de l'oreille.

## Description
Le grand muscle de l'hélix a la forme d'une étroite bande verticale située sur le bord antérieur de l'hélix, là où elle devient transversale.

## Origine
Le grand muscle de l'hélix nait sur l'épine de l'hélix.

## Trajet
Les fibres musculaires monte légèrement en arrière.

## Insertion
Le grand muscle de l'hélix se termine sur la fosse triangulaire de l'anthélix.

## Innervation
Le grand muscle de l'hélix est innervé par une branche temporo-faciale du nerf facial.

## Action
Le grand muscle de l'hélix a très peu d'action chez l'homme, il permet d'ajuster la forme de l'oreille en effaçant la portion ascendante de l'hélix et augmente l'ouverture du méat auriculaire.

## Embryologie
Le grand muscle de l'hélix est dérivée du développement du deuxième arc branchial.

## Anatomie comparée
Il semble que ce n'est que chez les primates que le grand muscle de l'hélix et le petit muscle de l'hélix soient deux muscles distincts.